# Allocosa calamarica
Allocosa calamarica är en spindelart som först beskrevs av Embrik Strand 1914.  Allocosa calamarica ingår i släktet Allocosa och familjen vargspindlar.
Artens utbredningsområde är Colombia. Inga underarter finns listade i Catalogue of Life.